# Vicente Matías Vuoso
Vicente José Matías Vuoso (ur. 3 listopada 1981 w Mar del Plata) – meksykański piłkarz pochodzenia argentyńskiego grający na pozycji napastnika.

## Kariera klubowa
Vuoso jest wychowankiem klubu Independiente, mającego siedzibę w Avellanedzie, leżącej w aglomeracji Buenos Aires. W 2000 roku stał się członkiem dorosłej kadry Independiente i w sezonie 2000/2001 zadebiutował w argentyńskiej Primera División. W Independiente występował przez dwa lata i stworzył atak z Urugwajczykiem Diego Forlánem. W tym okresie strzelił 14 goli w argentyńskiej lidze.
W czerwcu 2002 roku Vuoso podpisał kontrakt z angielskim Manchesterem City. Kierownictwo klubu zapłaciło za niego sumę 3,5 miliona funtów. Piłkarzem City Argentyńczyk był przez rok, jednak nie wystąpił w żadnym spotkaniu tej drużyny w Premier League.
W 2003 roku Vuoso wyjechał do Meksyku, do tamtejszego Santos Laguna Torreón. W meksykańskiej Primera División zadebiutował 6 sierpnia 2003 roku w przegranym 1:2 wyjazdowym spotkaniu z Chivas Guadalajara. W fazie Apertura pełnił rolę rezerwowego dla duetu napastników Rodrigo Ruiz – Jared Borgetti, jednak już w fazie Verano zastąpił Borgettiego w pierwszym składzie. W fazie Clausura 2005 strzelił 15 bramek i został jej królem strzelców. W fazie Apertura strzelił 11 goli i wraz z trzema innymi zawodnikami ponownie był najlepszym strzelcem meksykańskiej ligi. Latem 2006 Vuoso przeszedł do Amériki Meksyk, a 5 sierpnia 2006 zadebiutował w meczu z San Luis FC (1:0). W Américe grał tylko w fazie Apertura 2006 i po jej zakończeniu powrócił do Santos Laguna. W 2008 roku wywalczył z tym klubem mistrzostwo Meksyku fazy Clausura. Po Torneo Bicentenario 2010 powrócił do Amériki.
| Sezon     | Klub               | Kraj      | Rozgrywki            | Mecze | Bramki |
| --------- | ------------------ | --------- | -------------------- | ----- | ------ |
| 2000/2001 | CA Independiente   | Argentyna | Primera División     | 29    | 7      |
| 2001/2002 | CA Independiente   | Argentyna | Primera División     | 35    | 7      |
| 2002/2003 | Manchester City FC | Anglia    | Premier League       | 0     | 0      |
| 2003/2004 | Santos Laguna      | Meksyk    | Liga MX              | 35    | 13     |
| 2004/2005 | Santos Laguna      | Meksyk    | Liga MX              | 36    | 27     |
| 2005/2006 | Santos Laguna      | Meksyk    | Liga MX              | 31    | 17     |
| 2006/2007 | Club América       | Meksyk    | Liga MX              | 20    | 5      |
| 2006/2007 | Santos Laguna      | Meksyk    | Liga MX              | 13    | 1      |
| 2007/2008 | Santos Laguna      | Meksyk    | Liga MX              | 41    | 21     |
| 2008/2009 | Santos Laguna      | Meksyk    | Liga MX              | 34    | 6      |
| 2009/2010 | Santos Laguna      | Meksyk    | Liga MX              | 36    | 9      |
| 2010/2011 | Club América       | Meksyk    | Liga MX              | 36    | 17     |
| 2011/2012 | Club América       | Meksyk    | Liga MX              | 27    | 5      |
| 2012/2013 | Atlas FC           | Meksyk    | Liga MX              | 31    | 5      |
| 2013/2014 | Atlas FC           | Meksyk    | Liga MX              | 26    | 5      |
| 2014/2015 | Chiapas FC         | Meksyk    | Liga MX              | 33    | 9      |
| 2015/2016 | Cruz Azul          | Meksyk    | Liga MX              | 27    | 5      |
| 2016/2017 | Talleres Córdoba   | Argentyna | Primera División     | 1     | 0      |
| 2016/2017 | Correcaminos UAT   | Meksyk    | Liga de Expansión MX | 12    | 2      |

## Kariera reprezentacyjna
W 2008 roku Vuoso otrzymał obywatelstwo meksykańskie i wyraził chęć gry w reprezentacji Meksyku. 3 sierpnia 2008 został powołany przez selekcjonera Svena-Görana Erikssona do kadry narodowej i 6 września tamtego roku zadebiutował w wygranym 3:0 meczu z Jamajką. Z kolei 15 października w spotkaniu eliminacji do Mistrzostw Świata w RPA z Kanadą (2:2) strzelił pierwszego gola w reprezentacji.

## Ofiara kradzieży bankowej
Będąc zawodnikiem Manchesteru City Vuoso wraz z klubowymi partnerami Djamelem Belmadim i Danielem van Buytenem padł ofiarą kradzieży pieniędzy z konta bankowego. Dwóch bankowców skradło wówczas z konta zawodników kwotę 350 tysięcy funtów. Paul Sherwood i Paul Hanley zostali skazani odpowiednio na karę 32 i 12 miesięcy pozbawienia wolności.